# Trepča (Gvozd)
Trepča falu Horvátországban, Sziszek-Monoszló megyében. Közigazgatásilag Gvozd községhez tartozik.

## Fekvése
Sziszektől légvonalban 35, közúton 53 km-re nyugatra, Károlyvárostól légvonalban 28, közúton 45 km-re keletre, községközpontjától légvonalban 13, közúton 22 km-re északra, a Kordun keleti részén, az úgynevezett Báni végvidéken, a Vrginmostról Lasinjára vezető főút mentén Čremušnica és Dugo Selo között, a Kulpa bal partján, a Trepča-patak torkolatánál fekszik. Főbb településrészei Kobačko brdo, Kličkovići, Čubre és Turci.

## Története
A település már a középkorban is lakott volt, amint azt a temető alatt, a Crkvište nevű helyen található középkori templom maradványa is igazolja. Az innen nyugatra, Lasinja mellett  fekvő Sztenicsnyák várának uradalmához tartozott. Urai a Babonicsok, a Frangepánok, a Cilleiek, majd a Nádasdyak és a Draskovichok voltak. 1541 és 1584 között a török e vidéket teljesen elpusztította, helyén több mint száz évig pusztaság volt.
Trepča település a  környék számos településéhez hasonlóan a 17. század vége felé népesült be, amikor Bosznia területéről menekülő pravoszláv szerbek érkeztek ide. A falu a katonai határőrvidék része lett. A 18. század közepén megalakult a Glina központú első báni ezred, melynek fennhatósága alá ez a vidék is tartozott. 1881-ben megszűnt a katonai közigazgatás. A településnek 1857-ben 141, 1910-ben 215 lakosa volt. Zágráb vármegye Vrginmosti járásához tartozott. Lakói szegény földművesek voltak. 1918-ban az új szerb-horvát-szlovén állam, majd később Jugoszlávia része lett. A második világháború idején szerb többségű lakossága részben elmenekült, de sokakat meggyilkoltak, elhurcoltak, mások pedig partizánnak álltak. 1941 decemberében az ellenséges erők teljesen lerombolták a települést. A faluból 36-an vettek részt a felszabadító harcokban, közülük 9-en harcosként estek el a harcok során, míg 110 főt az usztasák és a németek gyilkoltak meg és további 5 lakos lett a harcok áldozata. A település teljes embervesztesége 124 fő volt.
A háború után megindult az újjáépítés. A délszláv háború idején szerb lakossága a jugoszláv és szerb erőket támogatta. A Krajinai Szerb Köztársaság része volt. A horvát hadsereg a Vihar hadművelet keretében 1995. augusztus 7-én foglalta vissza települést, melyet teljesen leromboltak. A szerb lakosság elmenekült, de később néhányan visszatértek. 2011-ben 5 lakosa volt, akik főként mezőgazdasággal és állattartással foglalkoztak.

## Népesség
| Lakosság változása | Lakosság változása | Lakosság változása | Lakosság változása | Lakosság változása | Lakosság változása | Lakosság változása | Lakosság változása | Lakosság változása | Lakosság változása | Lakosság változása | Lakosság változása | Lakosság változása | Lakosság változása | Lakosság változása | Lakosság változása |
| ------------------ | ------------------ | ------------------ | ------------------ | ------------------ | ------------------ | ------------------ | ------------------ | ------------------ | ------------------ | ------------------ | ------------------ | ------------------ | ------------------ | ------------------ | ------------------ |
| 1857               | 1869               | 1880               | 1890               | 1900               | 1910               | 1921               | 1931               | 1948               | 1953               | 1961               | 1971               | 1981               | 1991               | 2001               | 2011               |
| 141                | 172                | 176                | 226                | 239                | 215                | 207                | 239                | 142                | 186                | 187                | 149                | 133                | 122                | 9                  | 5                  |

## Nevezetességei
Crkvište, a falu középkori templomának maradványai.